# Holmträsket (Norsjö socken, Västerbotten)
Holmträsket är en sjö i Norsjö kommun i Västerbotten och ingår i Skellefteälvens huvudavrinningsområde. Sjön har en area på 1,3 kvadratkilometer och ligger 216 meter över havet. Sjön avvattnas av vattendraget Dödmanbäcken.

## Delavrinningsområde
Holmträsket ingår i det delavrinningsområde (720440-169566) som SMHI kallar för Utloppet av Holmträsket. Medelhöjden är 224 meter över havet och ytan är 3,5 kvadratkilometer. Räknas de 2 avrinningsområdena uppströms in blir den ackumulerade arean 20,36 kvadratkilometer. Dödmanbäcken som avvattnar avrinningsområdet har biflödesordning 3, vilket innebär att vattnet flödar genom totalt 3 vattendrag innan det når havet efter 76 kilometer. Avrinningsområdet består mestadels av skog (48 procent). Avrinningsområdet har 1,29 kvadratkilometer vattenytor vilket ger det en sjöprocent på 36,8 procent.